# خوان رودریگز کابرییو
خوان رودریگز کابرییو (Juan Rodríguez Cabrillo) (۱۳ مارس ۱۴۹۹–۳ ژانویه ۱۵۴۳)، کاوشگر دریایی بود که بیشتر برای تحقیقات در ساحل غربی آمریکای شمالی که از طرف امپراتوری اسپانیا انجام شد، شناخته شده بود. او اولین اروپایی بود که کالیفرنیای امروزی را کشف کرد و در ۳–۱۵۴۲ در امتداد ساحل کالیفرنیا، حرکت کرد.

## ملیت
ملیت کابرییو – پرتغالی یا اسپانیایی – برای قرن‌ها است که مورد مباحثه است. وقایع‌نگار اسپانیایی، آنتونیو د هررا توردسیلاس، او را پرتغالی توصیف کرده‌است. هررا در «تاریخ عمومی وقایع کاستیلیان در جزایر و سرزمین اصلی اقیانوس» که ۶۰ سال پس از مرگ کابرییو نوشته شده‌است، از کابرییو به عنوان خوان رودریگز کابرییو یاد می‌کند. چندین مکان در پرتغال را به عنوان زادگاه او، بیان می‌کند. با این حال، منابع توضیحات هررا، معلوم نیستند.

## سفرهای دریایی
کابرییو در جوانی عازم هاوانا شد و به نیروهای هرنان کورتس در مکزیک (که در آن زمان اسپانیای جدید نامیده می‌شد) پیوست. پس از آن، موفقیت او در استخراج طلا در گواتمالا، او را به یکی از ثروتمندترین فاتحان مکزیک تبدیل کرد. بعداً در طی یک وقفه در اسپانیا با بئاتریز سانچز د اورتگا در سویل ازدواج کرد. او با کابرییو به گواتمالا بازگشت و دو پسر برای او به دنیا آورد.
کابرییو از سیستم برده‌داری سود می‌برد. برای مثال در هندوراس خانواده‌ها را از هم گسیخت، مردان را به معادن طلا و به جنگل فرستاد تا مواد مورد نیاز کشتی‌سازی را جمع‌آوری کنند. زنان و دختران را احتمالاً به عنوان برده به سربازان و ملوانان خود سپرد.
او فرانسیسکو د اوروزکو را همراهی کرد تا مردم بومی میکستک را در جاییکه در نهایت به شهر اوزاکا در مکزیک تبدیل‌شد، تحت سلطه خود درآورد. اطلاعات کمی در مورد آنچه کابرییو در آنجا انجام داد، وجود دارد.
در سال ۱۵۳۹، فرانسیسکو دو اولوآ که توسط کورتس مأمور شده بود، دریای کورتس (خلیج کالیفرنیا) را کاوش و نام‌گذاری کرد و تقریباً، شمال تا مدار سی درجه رسید. سپس کابرییو از سوی نایب‌السلطنه جدید اسپانیای جدید، آنتونیو د مندوزا، مأمور شد تا یک گروه اعزامی را در سواحل اقیانوس آرام در جستجوی فرصت‌های تجاری، برای یافتن راهی به چین (زیرا وسعت کامل شمال اقیانوس آرام ناشناخته بود) رهبری کند. برای یافتن تنگه افسانه‌ای آنیان (یا گذرگاه شمال غربی) که اقیانوس آرام را به خلیج هادسون متصل می‌کند. کابرییو به دلیل جسارتی که داشت، کشتی دریاسالار و دو یا سه کشتی دیگر را ساخت و ان مالک شد و از هر تجارت یا هر گنجی سود می‌برد.
در سال ۱۵۴۰، ناوگان از اکاجوتلا، السالوادور حرکت کرد و در روز کریسمس به نویداد، مکزیک رسید. پدرو دی آلوارادو در حالی که در مکزیک بود، به کمک شهر نوچیستلان که توسط بومیان متخاصم محاصره شده بود، رفت و وقتی اسب‌اش بر روی او افتاد و سینه‌اش را له کرد، کشته شد. پس از مرگ آلوارادو، نایب‌السلطنه، ناوگان آلوارادو را در اختیار گرفت. بخشی از ناوگان را به جزایر فیلیپین تحت فرماندهی روی لوپز د ویلالوبوس و دو کشتی را نیز به سمت شمال به فرماندهی کابرییو فرستاد.
در ۲۷ ژوئن ۱۵۴۲، کابرییو با سه کشتی از نویداد حرکت کرد، کشتی مربعی ۲۰۰ تنی و دریادار سان سالوادور، کشتی کوچکتر لا ویکتوریا (حدود ۱۰۰ تن) و کشتی دکل لاتینی و ۲۶ پارویی «فراگاتا» یا «برگانتین» سن میگوئل را شامل می‌شدند. در ۱ اوت، کابرییو در منظره جزیره سدروس لنگر انداخت. قبل از پایان ماه، آنها از نقطه باجا («کابو دل انگانو» که توسط د اولوا در سال ۱۵۳۹ نامگذاری شده بود) عبور کرده و وارد «آب‌های ناشناخته، جاییکه هیچ کشتی اسپانیایی قبلاً در آنجا نبوده‌است» شدند. در ۲۸ سپتامبر، او در خلیج فعلی سن دیگو توقف کرد و آن را «سان میگل» نامید. کمی بیش از یک هفته، او به جزیره سانتا کاتالینا (۷ اکتبر) رسید که آن را به نام کشتی دریادار خود، «سان سالوادور» نامید. با فرستادن یک قایق به جزیره «جمعیت زیادی از سرخ‌پوستان مسلح ظاهر شدند» که آنها بعداً باهم «دوستی» کردند. جزیره سان کلمنته به افتخار سومین کشتی ناوگان، «ویکتوریا» نام‌گذاری شد. صبح روز بعد، ۸ اکتبر، کابرییو به خلیج سان پدرو رسید که آن را «بایا د لوس فوموس» (به انگلیسی: خلیج دودی) نام گذاشت. روز بعد آنها یک شب در خلیج سانتا مونیکا لنگر انداختند. با بالا رفتن از ساحل، کابرییو جزیره آناکاپا را دید که سرخ‌پوستان متوجه شده که خالی از سکنه است.
ناوگان هفته بعد را در جزیره‌ها سپری کرند و عمدتاً در لنگرگاه کویلر، خلیجی در ساحل شمال شرقی جزیره سن میگل لنگر انداخته بودند. در ۱۸ اکتبر گروه اعزامی نقطه کانسپشن را دید که آن را «کابو د گالرا» نامیدند. گروه اعزامی کابرییو نام چندین روستای چوماش را در سواحل کالیفرنیا و جزایر مجاور در اکتبر ۱۵۴۲ ثبت کردند که در آن زمان در دو استان متخاصم زکسو (که توسط یک «پیر زن» اداره می‌شد. اکنون شهرستان سانتا باربارا، کالیفرنیا) و زوچو (اکنون شهرستان ونتورا، کالیفرنیا) قرار داشتند.
در ۱۳ نوامبر آنها «کابو د پینوس» را دیدند و نام‌گذاری کردند (احتمالاً پوینت پینوس یا پوینت ریس)، اما ورودی خلیج سانفرانسیسکو را از دست دادند، خطایی که دریانوردان برای بیش از دو قرن آینده، تکرار کردند. به احتمال زیاد به دلیل ورودی آن که اغلب توسط مه پوشانده شده بود. در این سفر ممکن است به شمال رودخانه روسیه یا حتی کلمبیا رسیده باشند، قبل از اینکه طوفان‌های پاییزی آنها را مجبور به بازگشت کند. به دلیل مبهم بودن توصیف او، مشخص نیست که در سفر، کدام رودخانه شمالی را دیده‌است. کابرییو با بازگشت به ساحل، وارد خلیج مونتری شد و نام آن را «باهیا د لوس پینوس» گذاشت.
در ۲۳ نوامبر ۱۵۴۲، ناوگان کوچک برای گذراندن زمستان و تعمیرات به «سان سالوادور» (جزیره سانتا کاتالینا) برگشتند. در آنجا، حوالی شب کریسمس، کابرییو از قایق خود خارج شد و در حالی که سعی می‌کرد تعدادی از افرادش را از حملهٔ جنگجویان تونگوا نجات دهد، به یک صخره دندانه دار برخورد کرد و ساق پایش خرد شد. جراحت او عفونت کرد و دچار قانقاریا شد و در ۳ ژانویه ۱۵۴۳ درگذشت و به خاک سپرده شد. بعدها یک سنگ قبر احتمالی در جزیره سن میگل پیدا شد. فرمانده دوم او، بقیه اعضای گروه را به ناویداد بازگرداند و در ۱۴ آوریل ۱۵۴۳ به آنجا رسیدند.
گزارش رسمی یک دفتر اسناد رسمی از سفر کابرییو گم شد. تمام آنچه باقی مانده‌است خلاصه‌ای از آن است که توسط محقق دیگری به نام آندرس دو اوردانتا ساخته شده‌است که به سیاهه‌ها و نمودارهای کشتی نیز دسترسی داشت. هیچ گزارش چاپی از سفر کابرییو قبل از گزارش مورخ آنتونیو دو هررا در اوایل قرن هفدهم ظاهر نشد.

## نام‌گذاری‌ها و بزرگ‌داشت‌ها
اکتشافات او در آن زمان خیلی مورد توجه قرار نگرفت، بنابراین هیچ‌یک از نام‌گذاری‌های او برای همیشه انتخاب نشد. با این وجود، امروزه از کابرییو به عنوان اولین اروپایی که به سواحل کالیفرنیا سفر کرده‌است، یاد می‌شود و بسیاری از پارک‌ها، مدارس، ساختمان‌ها و خیابان‌های کالیفرنیا نام او را یدک می‌کشند.
به ویژه، خدمات پارک ملی، بنای یادبود ملی کابرییو، مشرف به خلیج و اقیانوس از نقطه لوما در سن دیگو، به یاد اولین پهلوگرفتن او در کالیفرنیا و ارائه مناظری از سن دیگو و اقیانوس آرام است. موزه‌ای در پارک بر روی کابرییو و سفرهای اکتشافی او تمرکز دارد. هر سپتامبر، محوطه فستیوال کابرییو، میزبان جشنواره کابرییو است، یک جشن سالانه سه روزه برای کشف او از خلیج سن دیگو، از جمله اجرای دوباره پهلوگرفتن او در نقطه بالاست.
یکی دیگر از بناهای یادبود کابرییو در جزیره سن میگوئل قرار دارد.
در استان کالیفرنیا، ۲۸ سپتامبر رسماً «روز کابرییو» است.
در شمال کالیفرنیا، فانوس دریایی کابرییو، پس از او به نام او نام‌گذاری شده‌است. سن پدرو، بخشی از شهر لس‌آنجلس، دارای ساحل کابرییو و آکواریوم دریایی کابرییو است.
مدارسی که به نام او نام‌گذاری شده‌اند عبارت از کالج کابرییو در آپتوس، کالیفرنیا، دبیرستان‌های لومپوک و لانگ بیچ و چندین مدرسه راهنمایی و ابتدایی.
در سال ۱۹۹۲، خدمات پُستی ایالات متحده یک تمبر ۲۹سنتی به افتخار کابرییو منتشر کرد.

## ارجاعات
1. ↑  Dozier, Deborah. "Juan Rodriguez Cabrillo". Palomar College (1999). Archived from the original on February 1, 2014. Retrieved January 20, 2014.
2. ↑  "Juan Rodriguez Cabrillo". The Historical Society of Southern California. December 3, 2010. Archived from the original on January 13, 2015. Retrieved January 20, 2014.
3. ↑  Hererra y Todesillas, Antonio de (1601–1615). Historia general de los hechos de los castellanos en las Islas i Tierra firme del Mar Océano. Madrid: En la Empr. Real. Archived from the original on November 14, 2015. Retrieved October 19, 2015.
4. ↑  Moriarty, James Robert (1978). Explorers of the Baja and California Coasts. Cabrillo Historical Association. p. 52.
5. ↑  "Juan Rodriguez Cabrillo". Spartacus Educational. Schoolnet.com. Archived from the original on April 2, 2013. Retrieved April 1, 2013.
6. ↑  "Juan Rodriguez Cabrillo (? – 1543)". San Diego History Center. Archived from the original on March 13, 2013. Retrieved April 1, 2013.
7. ↑  Dozier, Deborah (1999)
8. ↑  An Account of the Voyage of Juan Rodriguez Cabrillo. San Diego, CA: Cabrillo National Monument Foundation. 1999. pp. 10–11. ISBN 0-941032-07-8.
9. ↑  Engstrand, Iris, and Harry Kelsey, "Juan Rodríguez Cabrillo and the Building of the San Salvador," Mains'l Haul: A Journal of Pacific Maritime History, vol. 45, Winter/Spring 2009, pp. 36, 39–40
10. ↑  Linder, Bruce, San Salvador: Cabrillo's Galleon of Discovery, Maritime Museum of San Diego, 2011, p. 51.
11. ↑  Kelsey (1986), p. 123.
12. ↑  Kelsey (1986), pp. 131–33.
13. ↑  Kelsey (1986), p. 143.
14. ↑  Kelsey (1986), pp. 144, 150. Catalina was also called "Capitana", "Juan Rodriquez", or "La Posesión".
15. ↑  Kelsey (1986), pp. 145–55.
16. ↑  Kelsey (1986), p. 159, p. 161.
17. ↑  Colston, Stephen A. (Winter 2000). "Book review: An Account of the Voyage of Juan Rodriguez Cabrillo". The Journal of San Diego History. 46 (1). Retrieved September 25, 2020.
18. ↑  Thompson, Erwin N. (1991). "Exploration and Settlement 1535–1846 (Endnotes)". The Guns of San Diego. National Park Service. Retrieved September 26, 2020.
19. ↑  Crawford, Richard (August 3, 2008). "Cabrillo statue's journey to San Diego marked by legal twists". San Diego Union Tribune. Archived from the original on March 7, 2013. Retrieved December 19, 2012.
20. ↑  Rowe, Peter (October 13, 2013). "Cabrillo National Monument at 100". San Diego Union-Tribune. Archived from the original on May 9, 2015. Retrieved October 13, 2013.
21. ↑  "Cabrillo Festival". Cabrillo National Monument. Archived from the original on January 21, 2013. Retrieved December 19, 2012.
22. ↑  "Cabrillo Festival Inc". Archived from the original on January 21, 2013. Retrieved December 19, 2012.
23. ↑  "Archived copy". Archived from the original on April 6, 2018. Retrieved April 5, 2018.{{cite web}}:  نگهداری یادکرد:عنوان آرشیو به جای عنوان (link)
24. ↑  California Government Code, Section 6708 بایگانی‌شده  در اکتبر ۲۳, ۲۰۱۲ توسط Wayback Machine.
25. ↑  Rogerson, Bruce (2008). Point Cabrillo Light Station. Arcadia Publishing. p. 7. ISBN 978-0-7385-5950-6. Retrieved September 26, 2018.
26. ↑  Schaadt, Mike; Mastro, Ed (2008). San Pedro's Cabrillo Beach. Arcadia Publishing. p. 7. ISBN 978-0-7385-5997-1. Retrieved September 26, 2018.
27. ↑  "Mission & History". Cabrillo College. Archived from the original on September 17, 2018. Retrieved September 26, 2018.
28. ↑  Jacobson, Willis (September 23, 2015). "Conqs no more? Resident looks to rename Cabrillo HS". Lompoc Record (به انگلیسی). Archived from the original on September 26, 2018. Retrieved September 26, 2018.
29. ↑  Colnect, Juan Rodriguez Cabrillo. Accessed 2009.09.28.